# Aristoloquiàcies
Les aristoloquiàcies (Aristolochiaceae) són una família de plantes angiospermes dins l'ordre de les piperals. Són plantes natives dels tròpics, amb algunes espècies natives de zones temperades.

## Morfologia
Herbes rizomatoses o enfiladisses, llenyoses, perennes. Tubercles presents en algunes espècies adaptades a forts canvis climàtics estacionals. Les fulles són alternes, dístiques, simples, senceres, 2-3-lobulades, o pedades, peciolades, amb base sovint cordiforme i sense estípules. Tiges amb ramificació monopòdica o simpòdica. Flors solitàries o en ripidis, terminals o axil·lars, hermafrodites, usualment epígines, bàsicament trímeres. Periant usualment gamotèpal, actinomorf o zigomorf. Androceu de (4-)5-12(-40 o més) estams, lliures, o monadelfs, o soldats a l'estil formant un ginostem. Gineceu sincàrpic, ínfer o semiínfer, estil únic amb 3-6 lòbuls. Fruit en càpsula septicida, en baia indehiscent, bastant seca i de parets gruixudes o en esquizocarp. Les llavors tenen endosperma abundant, oleaginós amb un rafe, de vegades formant un eleosoma aril·loide.

## Ecologia
La pol·linització ocorre normalment mitjançant dípters amb discòfors per atreure els pol·linitzadors. Les flors produeixen olors de putrefacció, afruitades, de floridures o d'orina. També desenvolupen estructures que imiten fongs, amb coloracions contrastades de porpra, gairebé negre, i bru, similars a l'aspecte de substàncies en descomposició o amb groc i verd. El tub del periant de vegades es converteix en un parany que reté els visitants mitjançant encongiments basals d'obertura reduïda que aboquen a una cambra final o utricle amb pubescència aracneïforme i nectaris o pèls uncinats. L'interior té olis relliscosos que només alliberen els insectes atrapats després de la pol·linització.
Existeix autogàmia en algunes espècies d'estructura floral senzilla, com Asarum europaeum. La dispersió és fonamentalment mirmecocora en les espècies en què el rafe de la llavor desenvolupa un eleosoma. En les altres espècies la dispersió és anemocora i les llavors presenten sovint ales o expansions membranoses. L'epizoocòria es coneix en espècies amb llavors petites i enganxifoses, com Aristolochia odoratissima i la hidrocòria en Aristolochia clematitis, Aristolochia cornuta i Aristolochia weddellii, mentre que l'endozoocòria està documentada en Pararistolochia triactina, la polpa dels fruits de la qual fa olor de banana i té un gust similar a la xirimoia.
És notable l'associació tròfica amb diferents gèneres de papallones (Papilionidae) en diferents regions; per exemple, Battus a l'Amèrica del Nord, Archon i Zerynthia a la regió paleàrtica i altres gèneres més a l'Àsia oriental.

## Usos
A causa de les substàncies amb activitat farmacològica que contenen, les espècies d'aquesta família tenen un paper important en les diferents farmacopees. Entre aquestes cal destacar Asarum pels olis essencials dels seus rizomes, rics en sesquiterpens i fenilpropanoides. Altres espècies contenen àcid aristolòquic, derivat dels alcaloides del tipus de les aporfines.
L'àcid aristolòquic és nefrotòxic i carcinogen. La seva ingesta s'ha associat a un quadre clínic caracteritzat per fibrosi intersticial renal ràpidament progressiva (nefropatia per herbes xineses) que condueix de forma ràpida a la insuficiència renal crònica, juntament amb l'aparició de tumors del tracte urinari superior.
Tradicionalment aquestes plantes s'han usat en obstetrícia, d'on deriva el nom del gènere Aristolochia, que significa 'bon part'. També s'han fet servir per a guarir picadures de serps i escorpins. Encara que s'hagin atribuït moltes propietats terapèutiques als extractes d'algunes d'aquestes espècies, no existeixen proves científiques definitives que demostrin la seva efectivitat.
Algunes espècies d'Asarum i Aristolochia es conreen com a plantes ornamentals.

## Taxonomia
La família es divideix clarament en dues subfamílies monofilètiques, netament separades per nombrosos caràcters: Asaroideae i Aristolochioideae.
- Asaroideae O. C. Schmidt, 1935: herbes no enfiladisses de creixement simpòdic. Flors solitàries, terminals, hipògines a epígines, amb periant no caduc després de l'antesi.
- Aristolochioideae: herbes a plantes llenyoses, sovint enfiladisses. Creixement monopòdic. Flors netament epígines, amb periant ràpidament caduc després de l'antesi.

### Gèneres
Dins d'aquesta família es reconeixen els següents gèneres:
- Aristolochia L.
- Asarum L.
- Euglypha Chodat & Hassl.
- Hydnora Thunb.
- Lactoris Phil.
- Prosopanche de Bary
- Saruma Oliv.
- Thottea Rottb.

## Presència als Països Catalans
Només el gènere Aristolochia s'hi troba present de manera espontània i en trobem 6 espècies. La més comuna és l'herba de la carabasseta (Aristolochia pistolochia), que apareix en brolles i erms, en terrenys pedregosos calcaris, arreu del país. A les Illes Gimnèsiques trobem l'endèmica aristolòquia mallorquina (Aristolochia bianorii) en brolles i llocs rocosos calcaris. Altres espècies que es troben a Catalunya són l'aristolòquia rodona (Aristolochia rotunda) i l'aristolòquia clematídia (Aristolochia clematitis).